# Huis Almelo

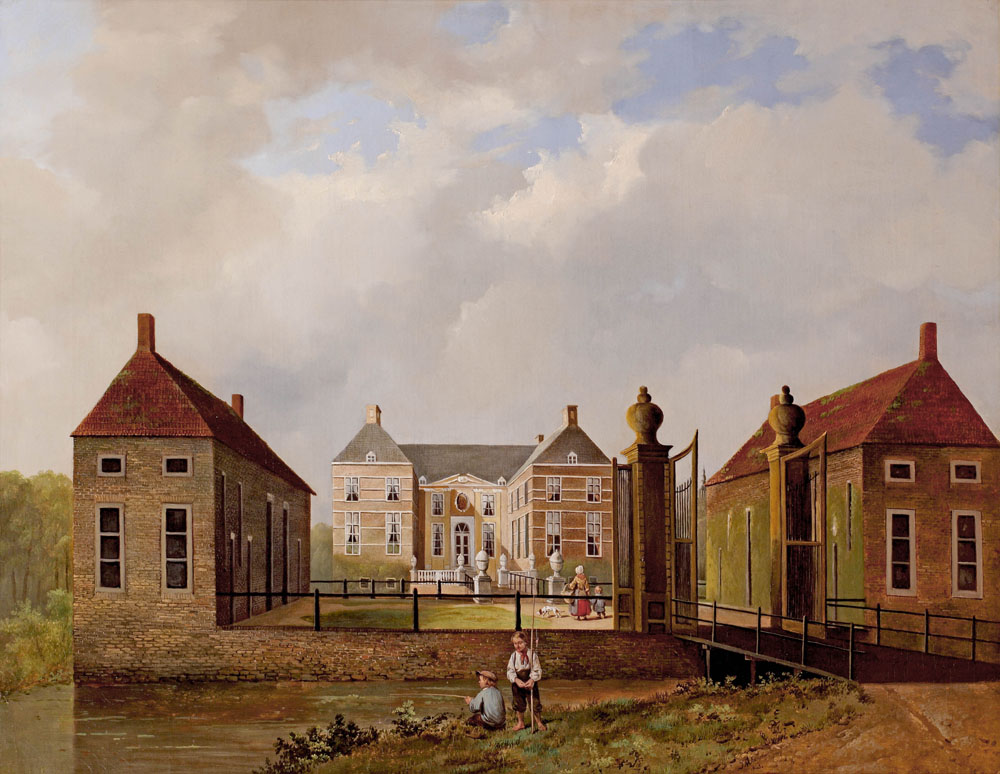
Huis Almelo

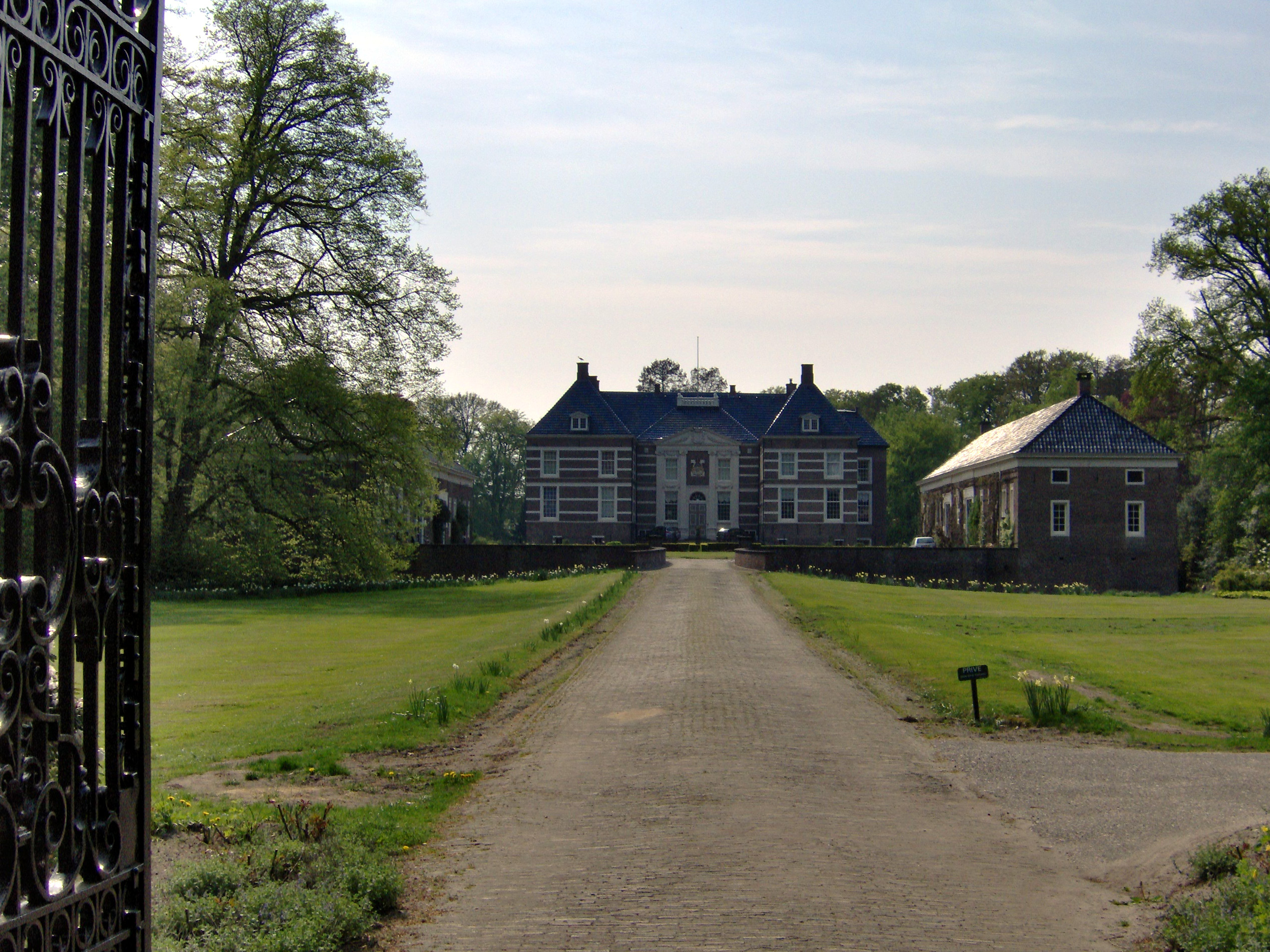
Huis Almelo in mei 2006

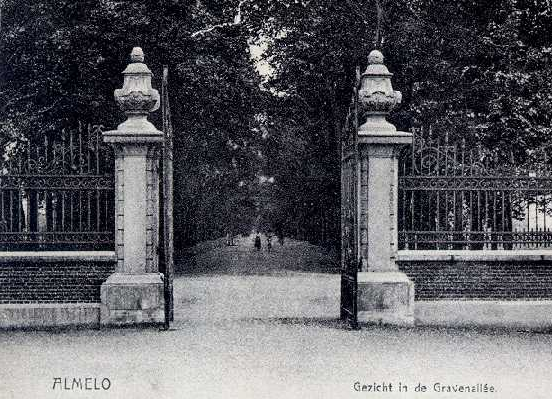
Toegangshek van Huis Almelo omstreeks 1900, met een blik op de Gravenallee

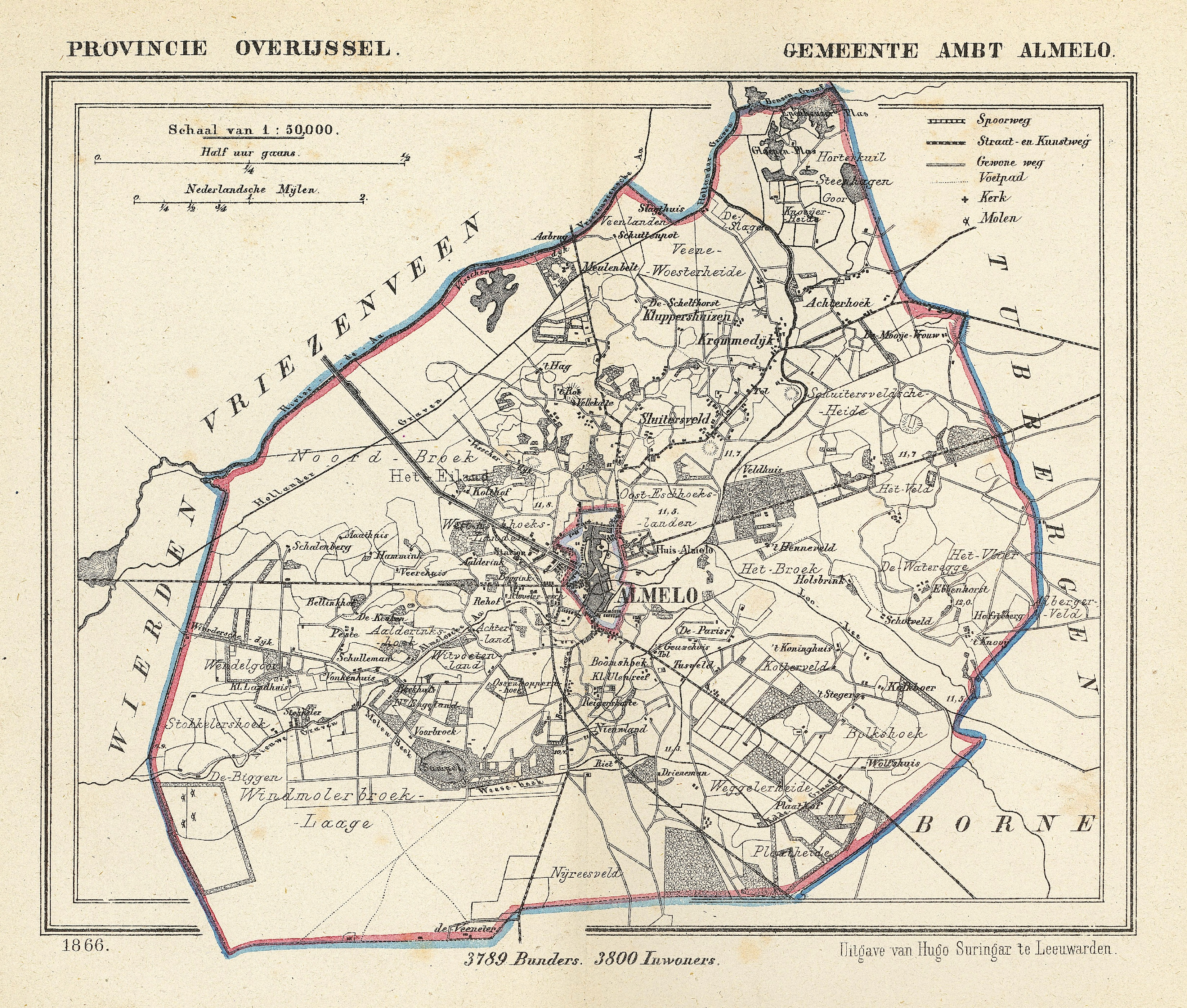
De ligging van Huis Almelo ten oosten van het centrum van de stad op een kaart uit 1866.

Huis Almelo is een havezate in Almelo die het centrum van de heerlijkheid Almelo vormde. Het wordt voor het eerst genoemd in 13e eeuw. Egbert van Almelo regelde in zijn testament van 6 juni 1297 onder andere de nalatenschap van zijn kasteel (castrum) in Almelo. Hoe het huis er destijds heeft uitgezien, is onbekend. Een indruk van huis en omgeving krijgen we wel bij de omstreeks 1560 vervaardigde kaart van Jacobus van Deventer. Almelo was tot 1795 een heerlijkheid en omvatte de gebieden van de latere gemeenten Stad Almelo, Ambt Almelo (samen sinds 1 januari 1914 gemeente Almelo) en Vriezenveen.

## Geschiedenis
Het oorspronkelijke huis werd door Zeger van Rechteren (1623-1674) afgebroken en vervangen door nieuwbouw. Eind 1652 was het nieuwe, uit baksteen opgetrokken, huis gereed voor bewoning. Op het dak lagen geglazuurde pannen en de entree werd geflankeerd door marmeren zuilen. Het interieur was voorzien van Italiaanse schoorsteenmantels met vergulde omlijstingen. Bij het huis werden twee lanen aangelegd: één rondom het huis en één in de richting van de stad. Al dit moois was helaas geen lang leven beschoren. In de jaren 1665 en 1666 vielen troepen van de bisschop van Münster Nederland binnen. De bisschoppelijke troepen bezetten huis Almelo waarbij zij grote schade aanrichtten. Na het vertrek van de vijandelijke troepen in 1666 werd begonnen met de herstelwerkzaamheden.
Tussen de jaren 1883 en 1885 werd huis Almelo in opdracht van graaf Adolf Frederik grondig gerestaureerd en vernieuwd. In 1883 werd de ingangspartij naar voren gebracht, waardoor op de begane grond en de verdieping belangrijk aan ruimte werd gewonnen. In 1903 werd een uitbouw met diensttrappen tegen de noordelijke gevel aangebracht. Tot slot werd in 1954 door de architect Jan Jans een balkon tegen de achterzijde van het huis gebouwd.
Bij de aanleg van de N36 (nu N349) werd Huis Almelo afgesneden van de rest van het landgoed en ging de provinciale weg dwars door de 2,5 kilometer lange Gravenallee.

## Dynastie
Het kasteel is tot op de dag van vandaag in handen van de familie Van Rechteren Limpurg. In die periode wisselde het Huis Almelo zowel binnen als buiten de familie nog regelmatig van eigenaar. De familie had eeuwen verschillende rechten in de stad Almelo, waaronder het recht om recht te spreken. Tot zijn dood in 2019 - op 88-jarige leeftijd - hield de graaf zich bezig met restauratie van oude panden in de binnenstad en het onderhouden van bossen die eigendom van de familie zijn.